# Parker Young
Parker Young (n. 16 de agosto de 1988 en Tucson, Arizona) es un actor y modelo estadounidense. Es conocido por interpretar a Ryan Shay en la comedia de situación de la ABC Suburgatory.

## Biografía
Young nació en Tucson, Arizona. Es el mayor de tres hijos de la pareja conformada por Karl y Zarina Young. Tiene un hermano llamado Nelson y una hermana de nombre Alexis.
Asistió a la Catalina Foothills High School, donde fue capitán del equipo de fútbol, donde ocupaba la posición de running back. Su interés por el teatro surgió cuando estaba en tercer año de secundaria. Después de graduarse, Young se mudó a Los Ángeles para perseguir su sueño de forjarse una carrera como actor mientras tenía la intención de asistir a la Universidad Pepperdine.
Debutó en la telenovela Days of our Lives y apareció como invitado en series como Big Time Rush y Make It or Break It, pero su primera gran oportunidad se presentó cuando fue elegido para interpretar a Ryan Shay en la serie de la ABC Suburgatory.
También ha modelado para Tommy Hilfiger y Calvin Klein.
En febrero de 2013 fue elegido para interpretar a Randy Hill, uno de los personajes principales de la comedia de Fox Enlisted, al lado de Geoff Stults y Chris Lowell.
El 10 de agosto de 2015 se dio a conocer que Young fue contratado para aparecer de forma recurrente durante la cuarta temporada de Arrow, interpretando a Alex Davis, un consultor político que trabaja para Oliver Queen (Stephen Amell) y potencial interés amoroso de Thea Queen (Willa Holland).

## Filmografía
| Cine       | Cine                                   | Cine         | Cine                     |
| Año        | Película                               | Rol          | Notas                    |
| ---------- | -------------------------------------- | ------------ | ------------------------ |
| 2008       | Gingerdead Man 2: Passion of the Crust | Cornelius    |                          |
| 2009       | Nightfall                              | Avery        |                          |
| 2010       | Cupid's Arrow                          | Tony         |                          |
| 2011       | Tainted Rose                           | Anthony      |                          |
| 2014       | Sex Ed                                 | Montana      |                          |
| 2014       | Animal                                 | Jeff         |                          |
| 2015       | 4th Man Out                            | Chris        |                          |
| Televisión |                                        |              |                          |
| Año        | Título                                 | Rol          | Notas                    |
| 2008       | Days of our Lives                      | Repartidor   |                          |
| 2010       | Big Time Rush                          | Travis       | 1 episodio               |
| 2010       | Make It or Break It                    | Hunk #1      | 1 episodio               |
| 2011       | CSI: NY                                | Thad Wolff   | 1 episodio               |
| 2011–2014  | Suburgatory                            | Ryan Shay    | Personaje recurrente     |
| 2012       | Mad Men                                | Jim Hanson   | 1 episodio               |
| 2012       | Jane by Design                         | Aiden Chase  | 1 episodio               |
| 2013       | Killer Reality                         | Ross Freeman | Película para televisión |
| 2014       | Enlisted                               | Randy Hill   | Elenco principal         |
| 2015–2016  | Arrow                                  | Alex Davis   | Personaje recurrente     |